# 롤로 메이
롤로 메이(Rollo May, 1909년 4월 21일 ~ 1994년 10월 22일)는 미국의 저명한 실존주의 상담사로서 영향력있는 심리학자이다. 그가 비록 인본주의 심리학에 관여하기도 했지만 그의 철학은 실존주의적 철학에 크게 영향을 받았다. 메이는 신학자 파울 틸리히와 친한 친구였다. 그는 《사랑과 의지》(Love And Will), 《창조할 수 있는 용기》(The Courage to Create, 뒤에는 Tillich's The Courage to Be로 이름이 바뀌긴 하였음)를 비롯한 여러 작품을 썼다.

## 생애
메이는 1909년에 오하이오 주 에이다에서 태어났다. 그의 부모가 이혼하고 그의 동생에게 정신분열증이 찾아오면서 그는 힘든 어린 시절을 겪었다. 그는 미시간 주립 대학교와 오벌린 칼리지에서 영문학을 전공하여 학사 학위를 땄으며 그리스에서 교육 시간을 갖다가 1938년에 유니언 신학교에서 신학 학사 학위를 받고 1949년에 컬럼비아 대학교에서 정신 치료 분야로 교육 박사 학위를 받았다. 메이는 샌 프랜시스코의 세이브룩 대학원 및 연구 센터(Saybrook Graduate School and Research Center)의 설립자였다.

## 자유
'실존은 본질에 선행한다' (l'existence précède l'essence)라는 명제를 다루기 위해서는 자유와 책임이라는 행동의 단위가 주요하게 언급된다.

## 같이 보기
- 키에르케고르
- 어빈 얄롬
- 빅토르 프랑클

## 참고
1. ↑  “보관된 사본”. 2007년 10월 31일에 원본 문서에서 보존된 문서. 2016년 11월 22일에 확인함.

- Rank, Otto (1996년). A Psychology of Difference: The American Lectures [talks given 1924–1938; edited and with an introductory essay by Robert Kramer]. Princeton University Press ISBN 0-691-04470-8